# Strasburg (Uckermark)
Strasburg (Uckermark) ist die einzige uckermärkische Stadt in Mecklenburg-Vorpommern. Sie liegt im Landkreis Vorpommern-Greifswald und ist amtsfrei. Die Stadt ist für ihre Umgebung ein Grundzentrum.

## Geographie
Strasburg liegt im Südosten Mecklenburg-Vorpommerns unweit der Landesgrenze zu Brandenburg. Die Grundmoränen des Gebietes erreichen durchschnittliche Höhen von 60 bis 100 m ü. NHN. Im Norden des Gemeindegebietes hat Strasburg einen Anteil an den Brohmer Bergen (Höhen bis 133 m ü. NHN). Weiter nördlich fällt das Gebiet zum Galenbecker See und der Friedländer Großen Wiese fast auf Meeresspiegelhöhe ab. Abgesehen von einigen kleineren abflusslosen Seen wie dem Demenzsee entwässern die Bäche und Gräben über den Mühlbach zur Uecker (Ucker). Die nächstgelegenen größeren Städte sind Pasewalk und Prenzlau, das Oberzentrum Neubrandenburg und die Metropole Szczecin (Stettin) in Polen.

### Stadtgliederung
Zu Strasburg gehören die folgenden Ortsteile:
|                                                                     |                                                                                 |                                                                                |                                                                                               |                                                  |
| - Boldshof - Burgwall - Gehren - Glantzhof - Karlsburg - Karlsfelde | - Klepelshagen - Köhnshof - Lauenhagen - Linchenshöh - Louisfelde - Ludwigsthal | - Luisenburg - Marienfelde - Muchowshof - Neuensund - Ottilienau - Ravensmühle | - Rosenthal - Schneidershof - Schönburg - Schwarzensee - Schwarzensee-Siedlung - Wilhelmsburg | - Wilhelmslust - Ziegelhausen - Zimmermannsmühle |

### Nachbargemeinden
Strasburg grenzt an folgende Gemeinden (im Uhrzeigersinn von Norden beginnend): Heinrichswalde, Rothemühl, Uckerland, Mildenitz, Groß Miltzow, Schönhausen und Galenbeck.

## Geschichte

### 13. bis 15. Jahrhundert
Die Anfänge der Stadt reichen mehr als 750 Jahre zurück. Strasburg wurde im 13. Jahrhundert durch Herzog Barnim I. von Pommern gegründet. Mit der Schreibweise Straceburch wird der Ort 1267 erstmals urkundlich erwähnt. Aus den Dörfern Altstädt, Falkenberg und Jüteritz ließ er die Stadt planmäßig mit einem ovalen Stadtgrundriss und einem gitterförmigen Straßennetz anlegen. Aus archäologischen Grabungen sind jedoch bereits slawische Siedlungsspuren belegt. Von 1250 bis 1280 entstand die Stadtkirche St. Marien, die im Laufe der Jahrhunderte mehrfach verändert wurde. Bis 1323 stand Strasburg unter Mecklenburger Herrschaft, um von 1323 bis 1373 von den Wittelsbachern regiert zu werden. Aus dem Jahr 1348 ist überliefert, dass sich der Falsche Woldemar in der Stadt aufhielt. 1433 erhielt Strasburg als einzige Stadt der Uckermark das Münzprägerecht. Eigene Münzen, die Finkenaugen, wurden herausgegeben. Die Randlage im Dreiländereck von Brandenburg, Pommern und Mecklenburg machte Strasburg zum Ziel zahlreicher Grenzkriege. Mit dem Frieden von Prenzlau im Jahre 1479 kam die Uckermark einschließlich Strasburg zu Brandenburg. Von Kurfürst Friedrich I. erhielt die Stadt das Privileg, eine Schützenkompanie zur Verteidigung der Stadt zu gründen, die Strasburger Schützen. Vor 1538 befand sich Strasburg im Lehnsbesitz der Familie von Arnim. 1546 kam es zu einem großen Stadtbrand. 1599 entstand das Rathaus der Stadt, das bereits 1602 bei einem weiteren großen Stadtfeuer wieder zerstört wurde.

### 16. bis 19. Jahrhundert
1612 bauten Handwerker das Rathaus wieder auf. Durch die Ansiedlung zahlreicher Gewerbe und Zünfte erlebte die Stadt im 16. und 17. Jahrhundert einen wirtschaftlichen Aufschwung, der erst im Dreißigjährigen Krieg einen jähen Abbruch fand. Hinzu kamen Stadtbrände in den Jahren 1628, 1639, 1642, 1653 und 1681, bei dem fast alle Gebäude zerstört wurden. Nur jeder zehnte Bürger, rund 200 Menschen, überlebte den Krieg. Aus dem Jahr 1671 ist die Existenz einer ersten jüdischen Familie überliefert. Ab 1691 kamen 304 Hugenotten, französische Glaubensflüchtlinge, in die Stadt, die fortan tatkräftig am Wiederaufbau halfen. Sie führten den Tabakanbau ein; es kamen Töpfer, Schuhmacher und Gerber in die Stadt. 1733 eröffnete die Adler-Apotheke. In den folgenden Jahrzehnten wurde die Infrastruktur ausgebaut: das im Krieg zerstörte Rathaus wurde wiedererrichtet, Wege zu Chausseen befestigt. 1760 wurde das Pfarrhaus errichtet und ab 1763 als Schule betrieben. 1867 erhielt die Stadt eine Bahnverbindung nach Pasewalk; Reisende konnte hierzu den neu errichteten Bahnhof nutzen. Zu einem späteren Zeitpunkt wurde die Verbindung nach Neubrandenburg erweitert. 1882 entstand eine Zuckerfabrik. Durch den wirtschaftlichen Aufschwung stieg auch die Anzahl der Einwohner und damit auch die der Kinder an. Im Jahr 1895 eröffnete daher die neu errichtete Rote Schule ihre Pforten. Sie bot Platz für insgesamt 16 Volksschulklassen. Zuvor fand der Unterricht im 1760 errichten Pfarrhaus, dem späteren Suhrschen Waisenhaus, statt.

### 20. und 21. Jahrhundert
1927 entstand auf Initiative des Bürgermeisters Hermann Merck der Wasserturm der Stadt. Er setzte sich auch für den Bau eines Kulturhauses sowie eine Stadtentwässerung ein und ließ am Stadtsee eine Promenade errichten. In der Zeit des Nationalsozialismus wurde während der Novemberpogrome 1938 das Textilwarengeschäft Bieber in der Altstädter Straße zerstört, der jüdische Friedhof blieb jedoch unangetastet. Die letzten drei verbliebenen jüdischen Einwohner wurden 1942 deportiert. Im Zweiten Weltkrieg wurde Strasburg zu rund 55 Prozent zerstört und erst in den 1950/1960er Jahren Stück für Stück aufgebaut. Allerdings wurde dabei ein erheblicher Teil der historischen Bausubstanz zu Gunsten von Plattenbauten zerstört. Im ehemaligen Schulgebäude von 1760 wurde 1975 das Heimatmuseum der Stadt eröffnet.
Nach der Wende fanden auch in Strasburg im Mai 1990 erstmals demokratische Neuwahlen statt. Die Innenstadt wurde im Rahmen der Städtebauförderung seit 1991 grundlegend saniert, darunter 1996 das Heimatmuseum. Seit dem 1. März 1995 lautet der offizielle Stadtname „Strasburg (Uckermark)“.

### Verwaltungsgeschichte
Von 1817 bis zum Mai 1945 war Strasburg eine Stadt im Landkreis Prenzlau der preußischen Provinz Brandenburg, ab Juli 1945 in der von der sowjetischen Besatzungsmacht neu konstituierten Provinz Brandenburg, die nach der offiziellen Auflösung Preußens 1947 in Land Brandenburg umbenannt wurde. Mit Auflösung der Länder in der DDR im Jahre 1952 kam Strasburg zum Bezirk Neubrandenburg und wurde Kreisstadt des gleichnamigen Landkreises. 1990 wurden Stadt und Kreis Strasburg in das neu konstituierte Land Mecklenburg-Vorpommern eingegliedert. Obwohl der größte Teil der Uckermark anlässlich der Länderneubildung 1990 wieder zum Land Brandenburg kam, verblieb Strasburg aufgrund des Ergebnisses eines Bürgerentscheides im Jahre 1991 bei Mecklenburg-Vorpommern. Im Zuge der Verwaltungsreform 1994 verlor Strasburg seinen Status als Kreisstadt und wurde Teil des neu gebildeten Landkreises Uecker-Randow. Seit der Kreisgebietsreform 2011 liegt die Stadt im Landkreis Vorpommern-Greifswald.
Eingemeindungen
Am 9. September 1992 wurden die bis dahin selbstständigen Gemeinden Gehren und Neuensund nach Strasburg eingemeindet.

## Bevölkerung
| Jahr | Einwohner |
| ---- | --------- |
| 1990 | 7928      |
| 1995 | 7222      |
| 2000 | 6771      |
| 2005 | 6090      |
| 2010 | 5424      |
| 2015 | 4982      |

| Jahr | Einwohner |
| ---- | --------- |
| 2020 | 4553      |
| 2021 | 4471      |
| 2022 | 4451      |
| 2023 | 4399      |

Stand: 31. Dezember des jeweiligen Jahres

## Politik

### Stadtvertretung
Die Stadtvertretung von Strasburg besteht aus 13 Mitgliedern. Die Kommunalwahl am 9. Juni 2024 führte bei einer Wahlbeteiligung von 57,6 % zu folgendem Ergebnis:
| Partei / Wählergruppe                           | Stimmenanteil 2019 | Sitze 2019 |  | Stimmenanteil 2024 | Sitze 2024 |
| ----------------------------------------------- | ------------------ | ---------- |  | ------------------ | ---------- |
| AfD                                             | 07,5 %             | 1          |  | 36,8 %             | 4          |
| CDU                                             | 24,3 %             | 4          |  | 20,3 %             | 3          |
| Strasburger Bürgergemeinschaft (SGB)            | –                  | –          |  | 12,7 %             | 2          |
| Bürgerbündnis mit Kompetenz für Vorpommern (BB) | 19,5 %             | 3          |  | 11,5 %             | 2          |
| SPD                                             | 08,7 %             | 2          |  | 09,5 %             | 1          |
| Initiativen für Strasburg (IfS)                 | 19,3 %             | 3          |  | 09,2 %             | 1          |
| Die Linke                                       | 14,6 %             | 3          |  | –                  | –          |
| Einzelbewerber André Heise                      | 02,7 %             | 1          |  | –                  | –          |
| Einzelbewerber Otto Reincke                     | 01,8 %             | –          |  | –                  | –          |
| Einzelbewerber Christian Schröder               | 01,1 %             | –          |  | –                  | –          |
| Einzelbewerberin Diana Becker                   | 00,5 %             | –          |  | –                  | –          |
| Insgesamt                                       | 100 %              | 17         |  | 100 %              | 13         |

Bei der Wahl 2024 entfielen auf die AfD sechs Sitze. Da sie nur vier Kandidaten aufgestellt hatte, bleiben in der Stadtvertretung zwei Sitze unbesetzt.

### Bürgermeister
- 1896–1929: Hermann Merk
- 1929–1942: Hugo Oppermann
- 1945–1947: Otto Naumann (KPD/SED)
- 1963–1972: Kurt Hofrichter
- 1973–1975: Klaus Zuchanke
- 1975–1976: Günter Hahn
- 1977–1985: Karl-August Boelter
- 1986–1989: Kurt Tietz
- 1989–2015: Norbert Raulin (SPD)
- 2015–2018: Karina Dörk (CDU)[12]
- 2018–2022: Heike Hammermeister-Friese (CDU)[13]
- seit 2023: Klemens Kowalski (parteilos)

Hammermeister-Friese wurde in der Bürgermeisterstichwahl am 21. Oktober 2018 mit 56,8 % der gültigen Stimmen gewählt. Am 20. November 2022 wurde sie mit 81,6 % der gültigen Stimmen durch einen Bürgerentscheid abgewählt. Klemens Kowalski wurde in der Bürgermeisterstichwahl am 7. Mai 2023 mit 60,3 % der gültigen Stimmen zu ihrem Nachfolger gewählt. Seine Amtszeit beträgt sieben Jahre.

### Wappen
| Wappen der Stadt Strasburg | Blasonierung: „In Blau über gewelltem Wasser eine goldene Burg mit ungezinnter Mauer und drei vierfach gezinnten Türmen, der mittlere größer als die beiden äußeren, alle Türme mit rotem Spitzdach, goldenem Knauf und schwarzem Fenster; die Torstelle belegt mit einem silbernen Schild, darin ein golden bewehrter roter Adler.“ |
| Wappen der Stadt Strasburg | Wappenbegründung: In dem in Anlehnung an ältere Siegelbilder gestalteten Wappen steht die Burg zum einen als redendes Zeichen für die Endsilbe des Stadtnamens, zum anderen kennzeichnet sie eine befestigte, wehrhafte Stadt. Der Schild verweist auf die einstigen markgräflich brandenburgischen Stadtherren und das Wasser auf die früher die Stadt umschließenden Gewässer und Sümpfe. Das Wappen wurde um 1900 festgelegt, 1997 neugezeichnet und unter der Nr. 132 der Wappenrolle des Landes Mecklenburg-Vorpommern registriert. |

### Flagge
Die Flagge ist längs gestreift von Blau, Gelb, Blau, Gelb und Blau. Die blauen Streifen an der Ober- und Unterkante nehmen je ein Zwölftel, der blaue Mittelstreifen nimmt ein Sechstel und die gelben Streifen nehmen je ein Drittel der Höhe des Flaggentuchs ein. In der Mitte des Flaggentuches liegt auf dem blauen Mittelstreifen, auf jeweils zwei Drittel der Höhe der beiden gelben Streifen übergreifend, das Stadtwappen. Die Höhe des Flaggentuchs verhält sich zur Länge wie 3:5.

### Dienstsiegel
Das Dienstsiegel zeigt das Stadtwappen mit der Umschrift „STADT STRASBURG (UCKERMARK) * LANDKREIS VORPOMMERN-GREIFSWALD“.

### Städtepartnerschaften
- Brodnica (Polen)
- Drawsko Pomorskie (Polen)
- Straßburg (Österreich)

## Sehenswürdigkeiten

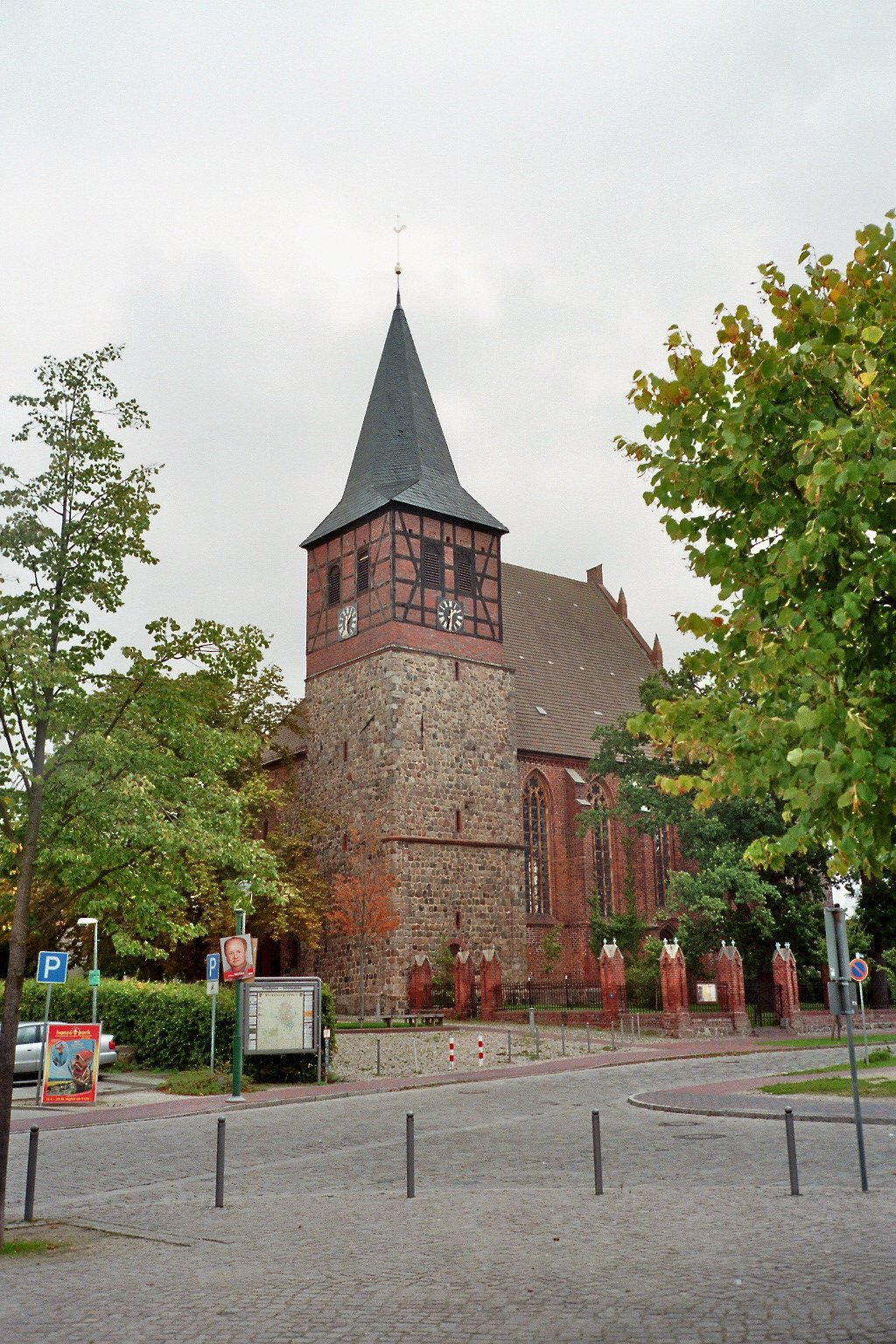
Stadtkirche St. Marien

- Stadtkirche St. Marien, dreischiffige Halle aus Backstein, 1250 bis 1280 errichtet und später zu einer hochgotischen Hallenkirche umgestaltet
- Katholische Kirche Zur Heiligen Familie, 1910 in neoromanischem Stil erbaut, Filialkirche der katholischen Kirche Pasewalk
- Rathaus, 1852 errichtet, 1999 saniert.
- Mittelalterliche Stadtmauer, früher bis acht Meter hoch, in Teilen erhalten
- Heimatmuseum der Stadt in einem ehemals als Waisenhaus und Schule genutzten Gebäude von 1760
- Ehemaliger Wasserturm von 1927/28, 36 Meter hoch, heute Restaurant und Hotel
- Jüdischer Friedhof
- Denkmal für die Opfer des Faschismus in der Bahnhofstraße (von 1968)
- Stadtsee im Südosten an der B 104, Badesee
- Lauenhagener See (heute Naturschutzgebiet) sowie die schöne Natur

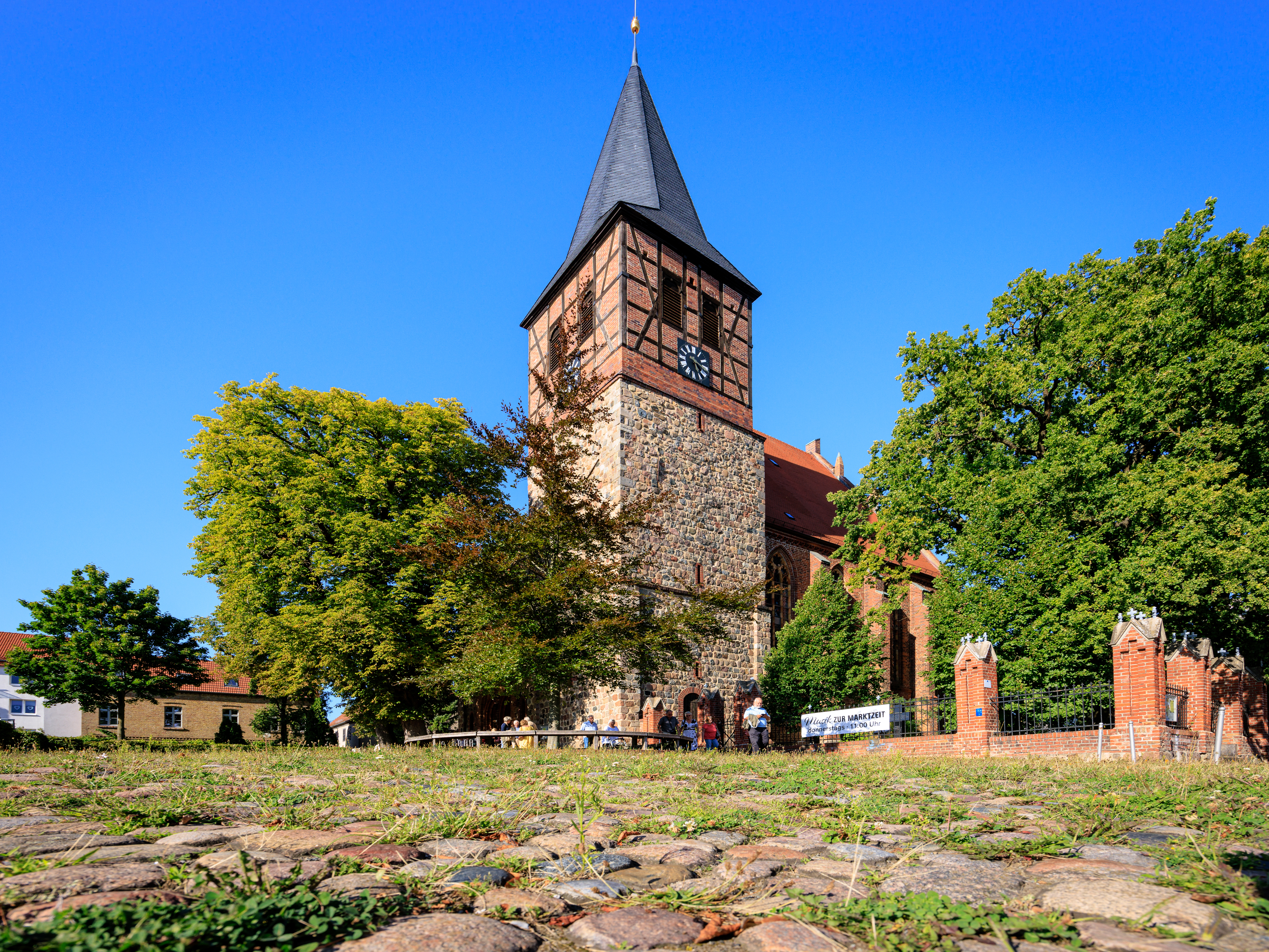
Stadtkirche St. Marien
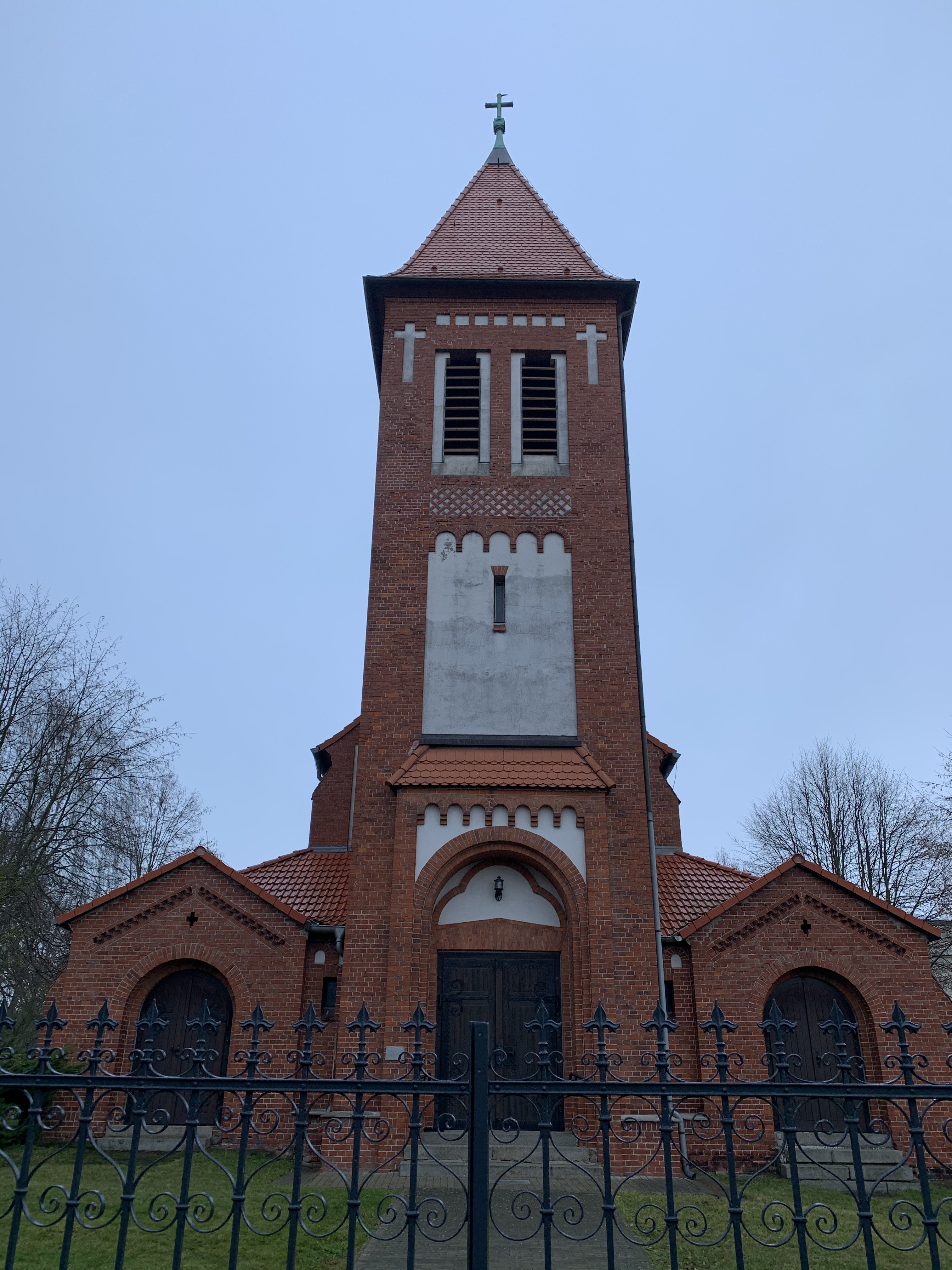
Kirche Zur heiligen Familie
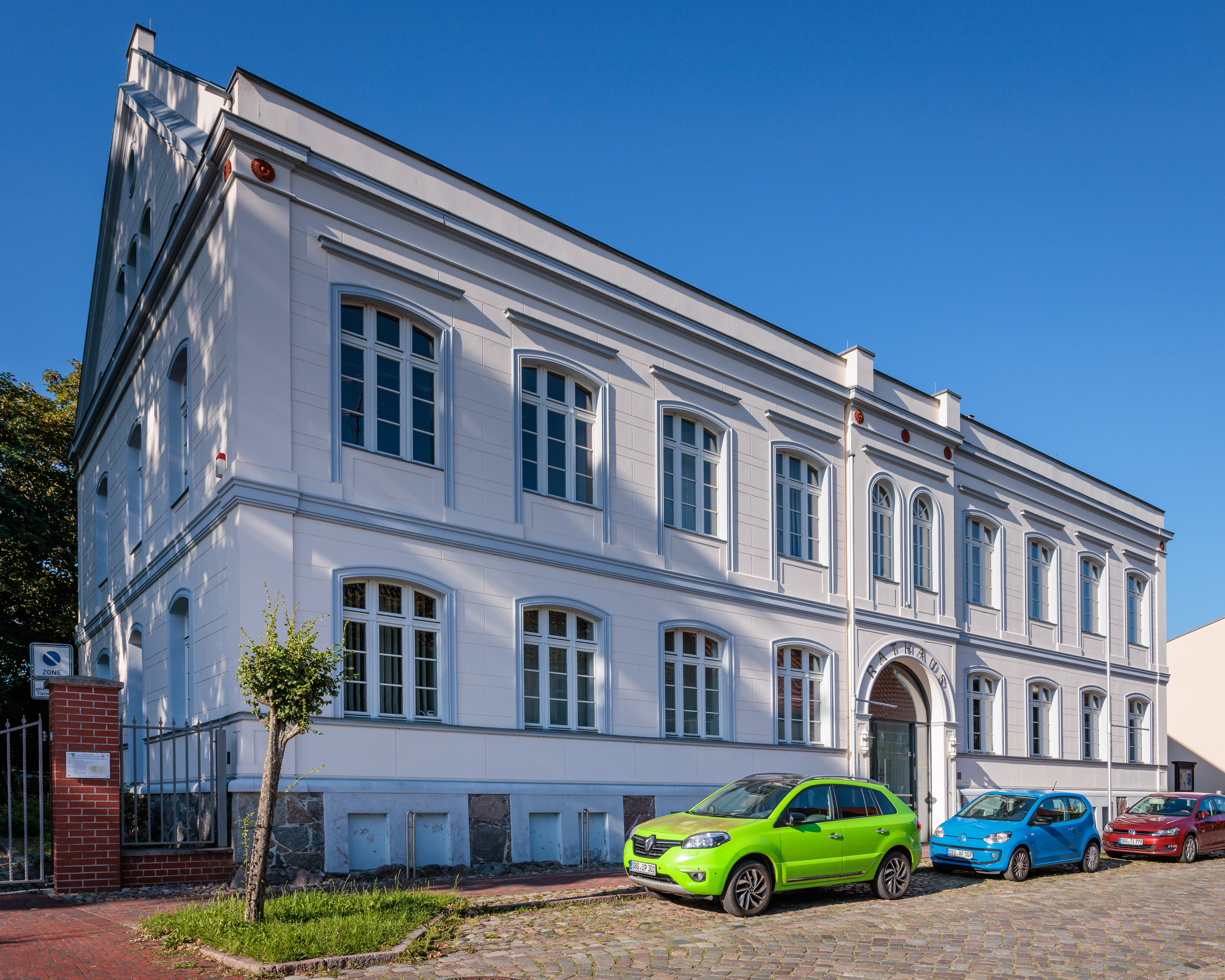
Rathaus (ehemalige Volksschule)
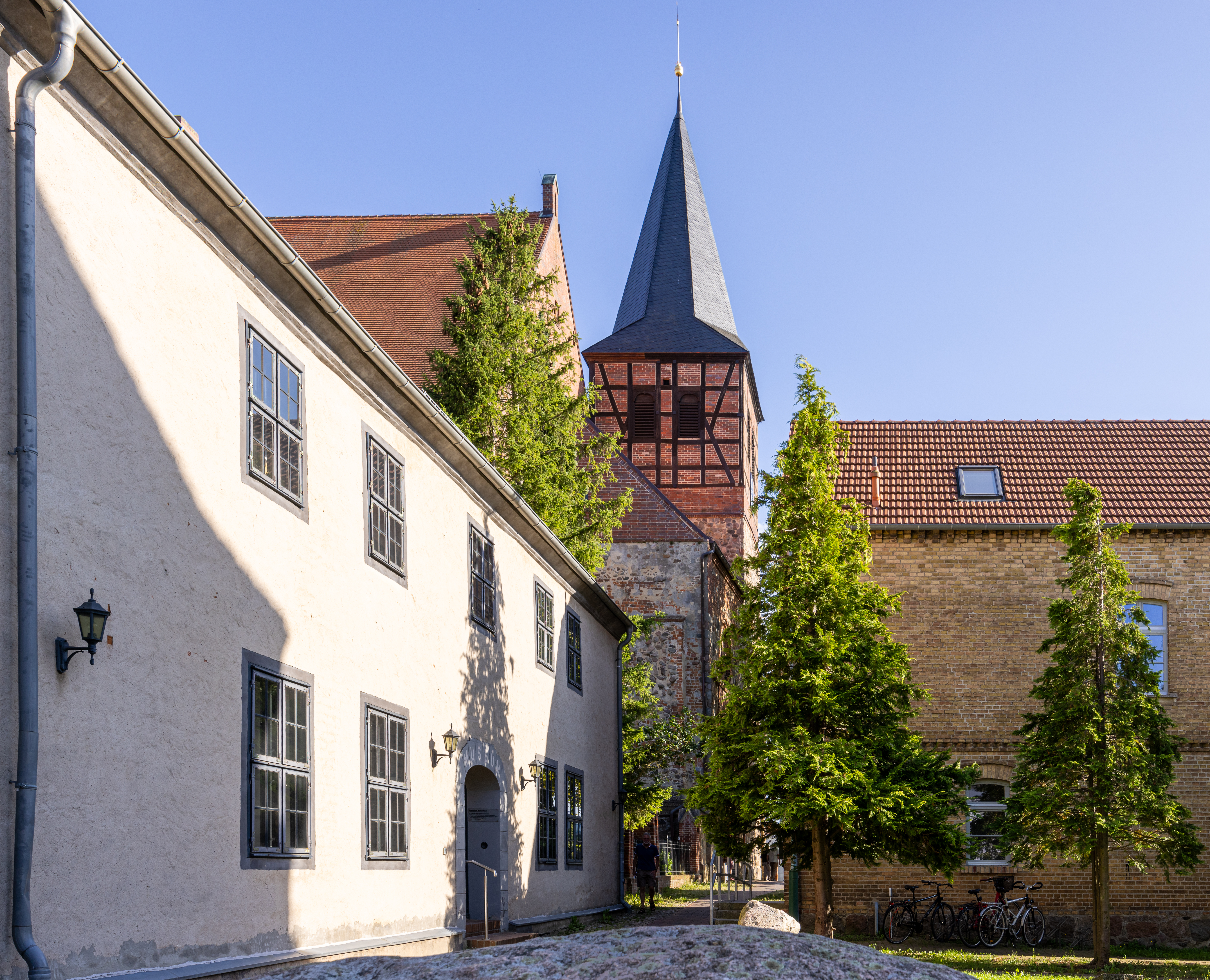
Heimatmuseum (ehemaliges Pfarrhaus) und Marienkirche
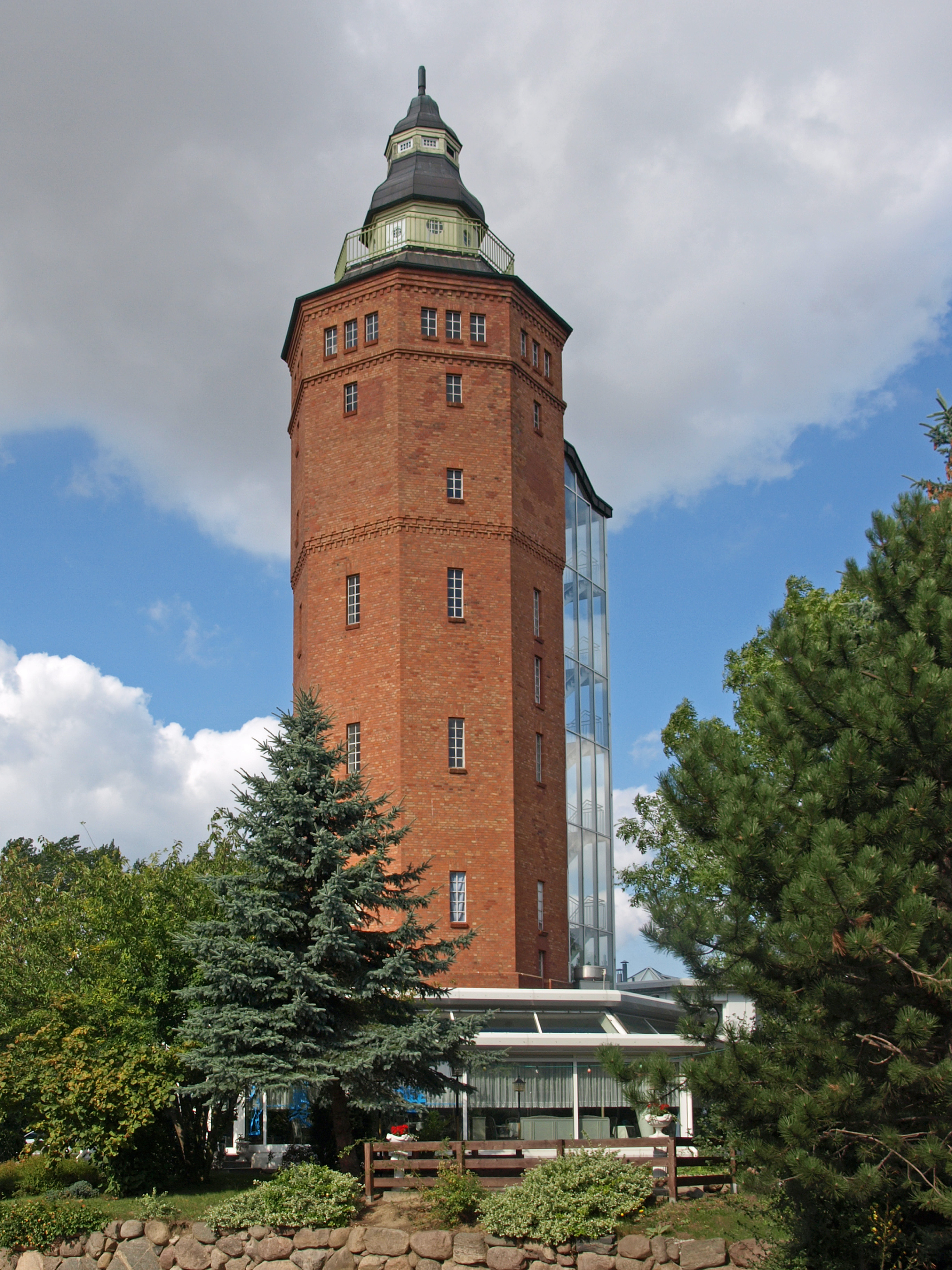
Wasserturm
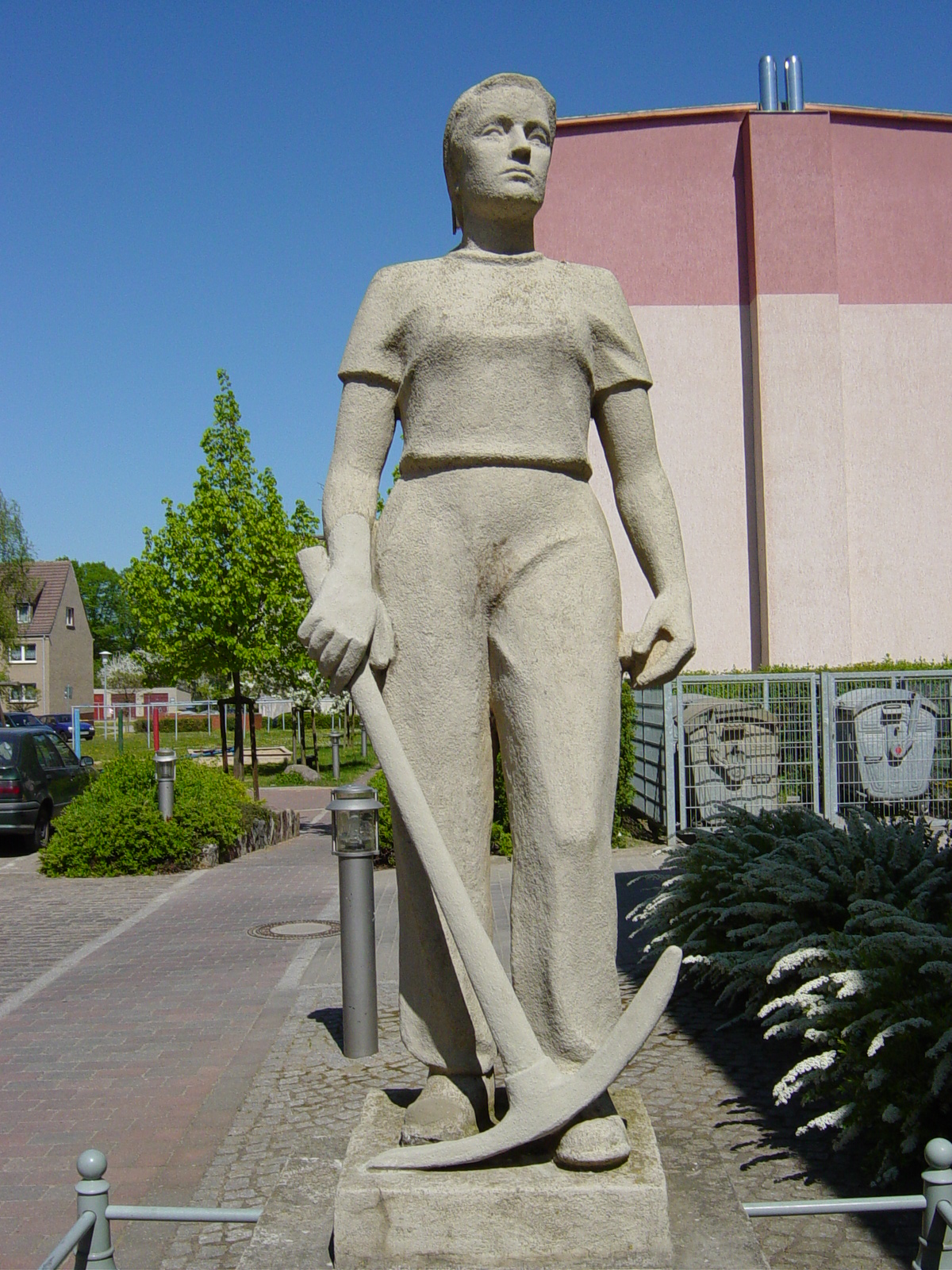
Skulptur „Trümmerfrau“
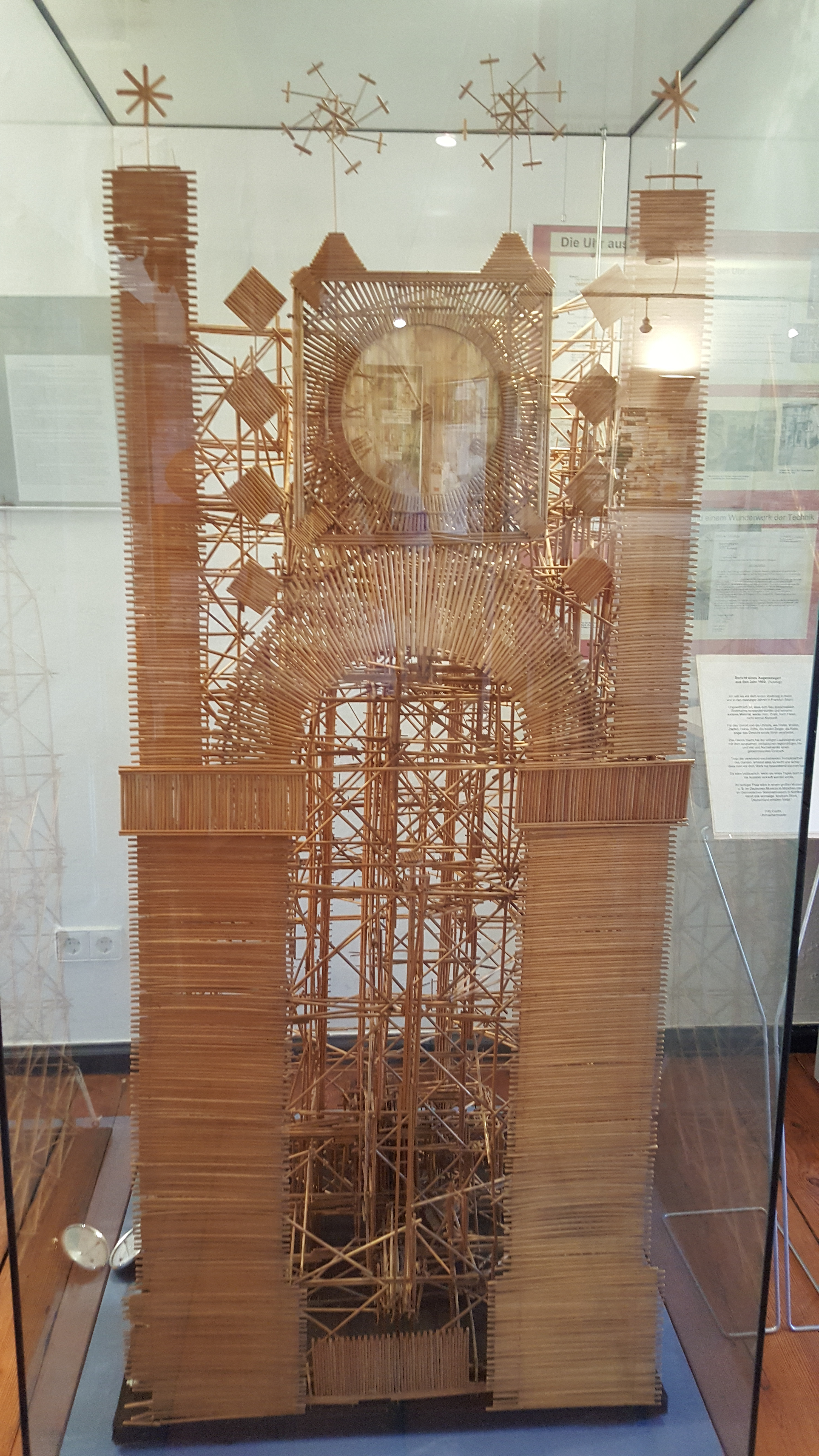
Strohuhr im Heimatmuseum
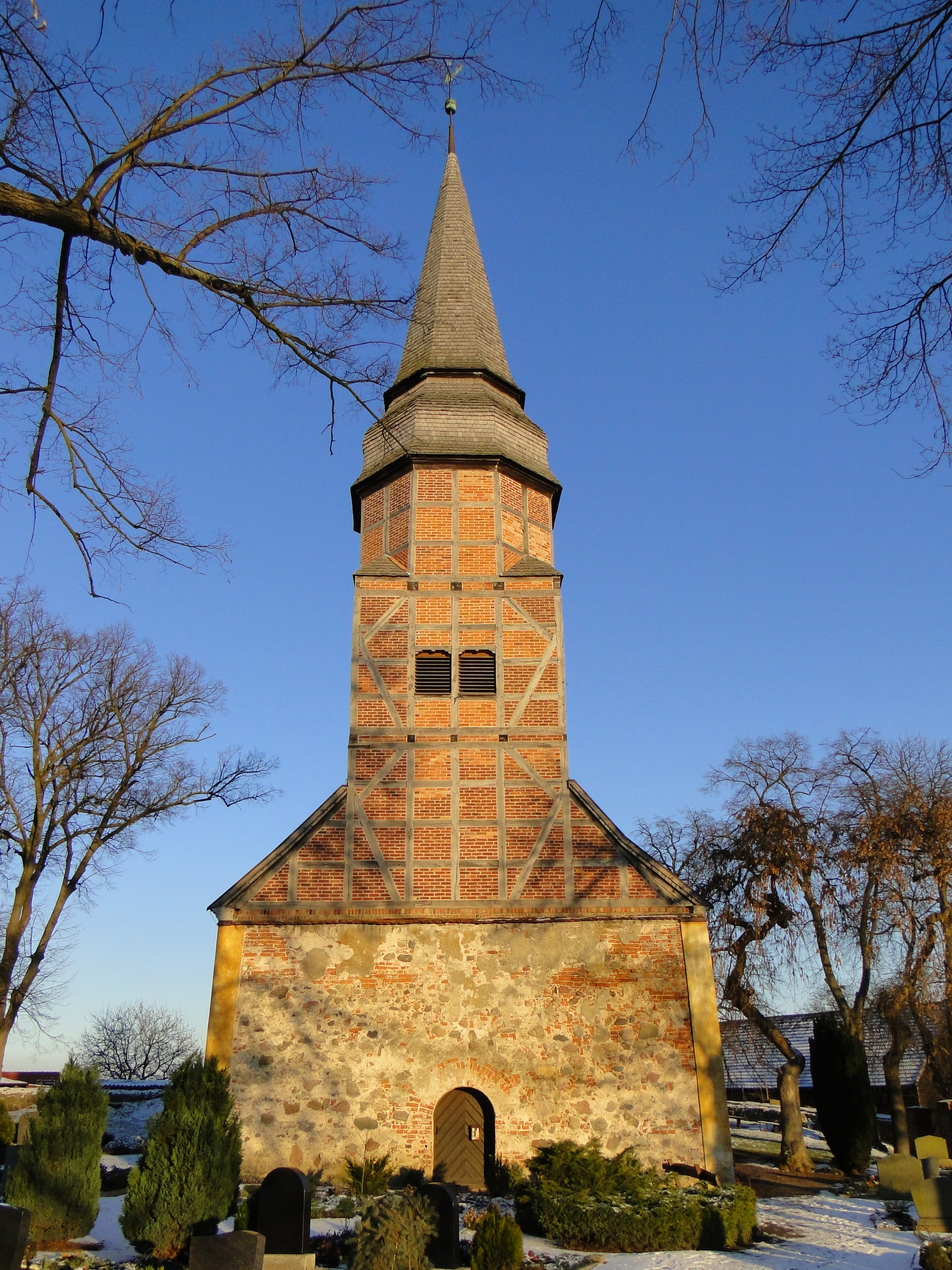
Kirche in Gehren
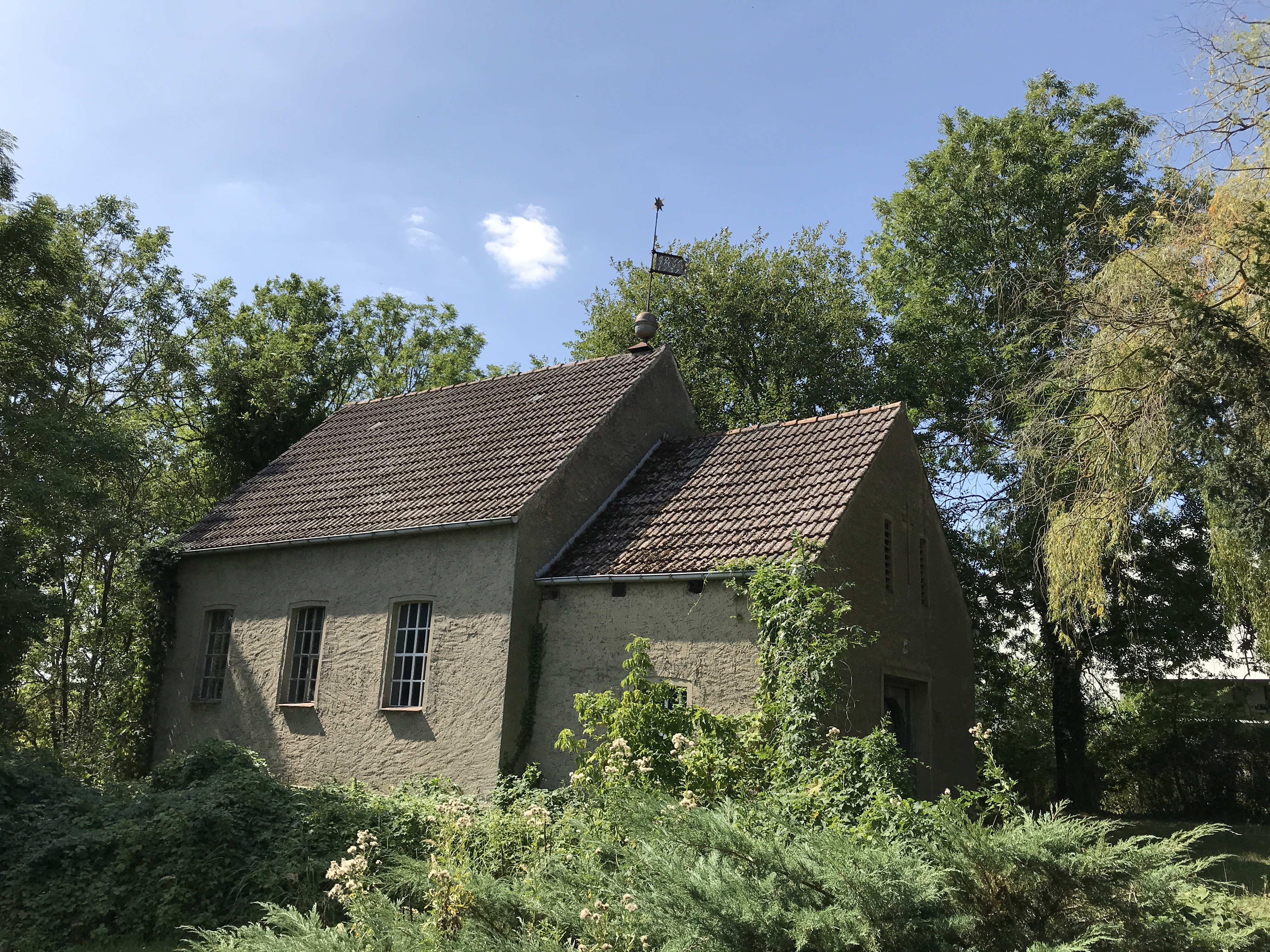
Kirche in Schwarzensee
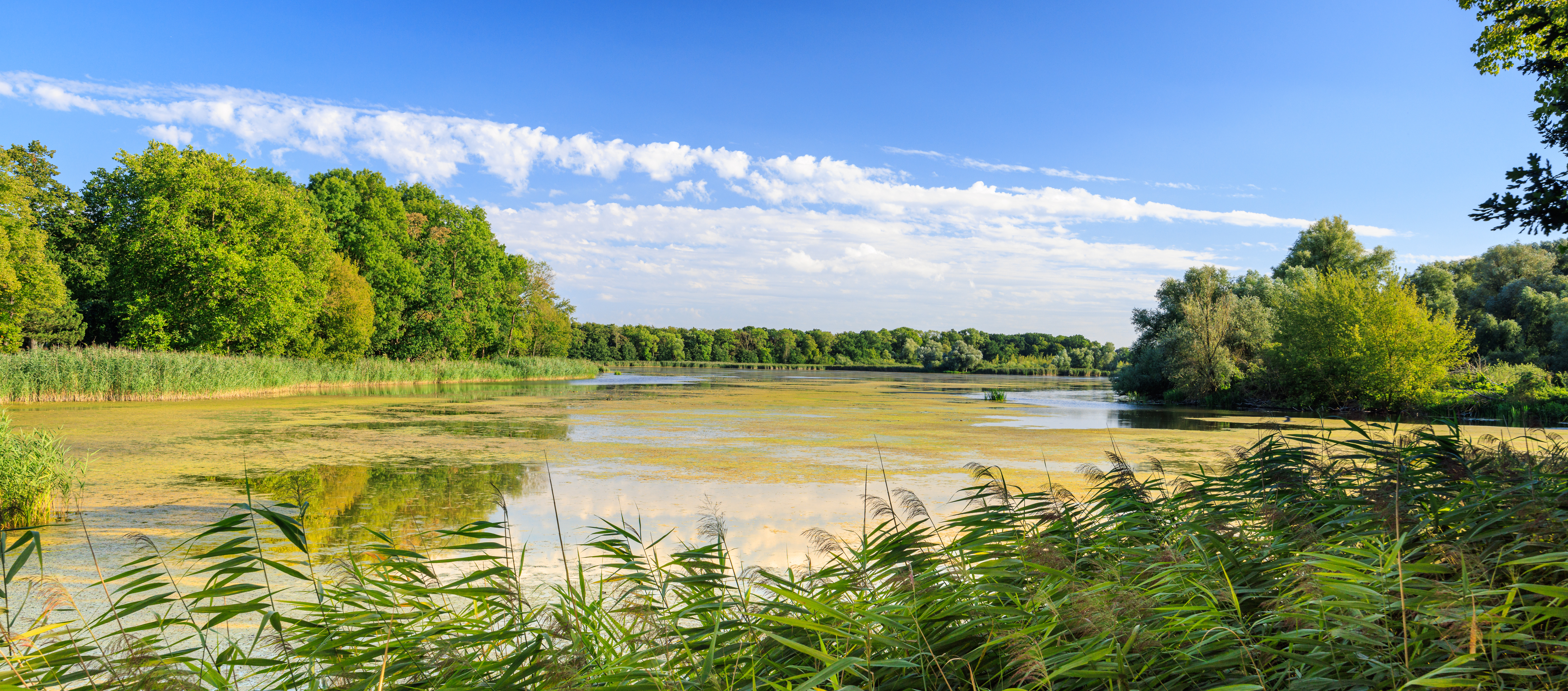
Stadtsee
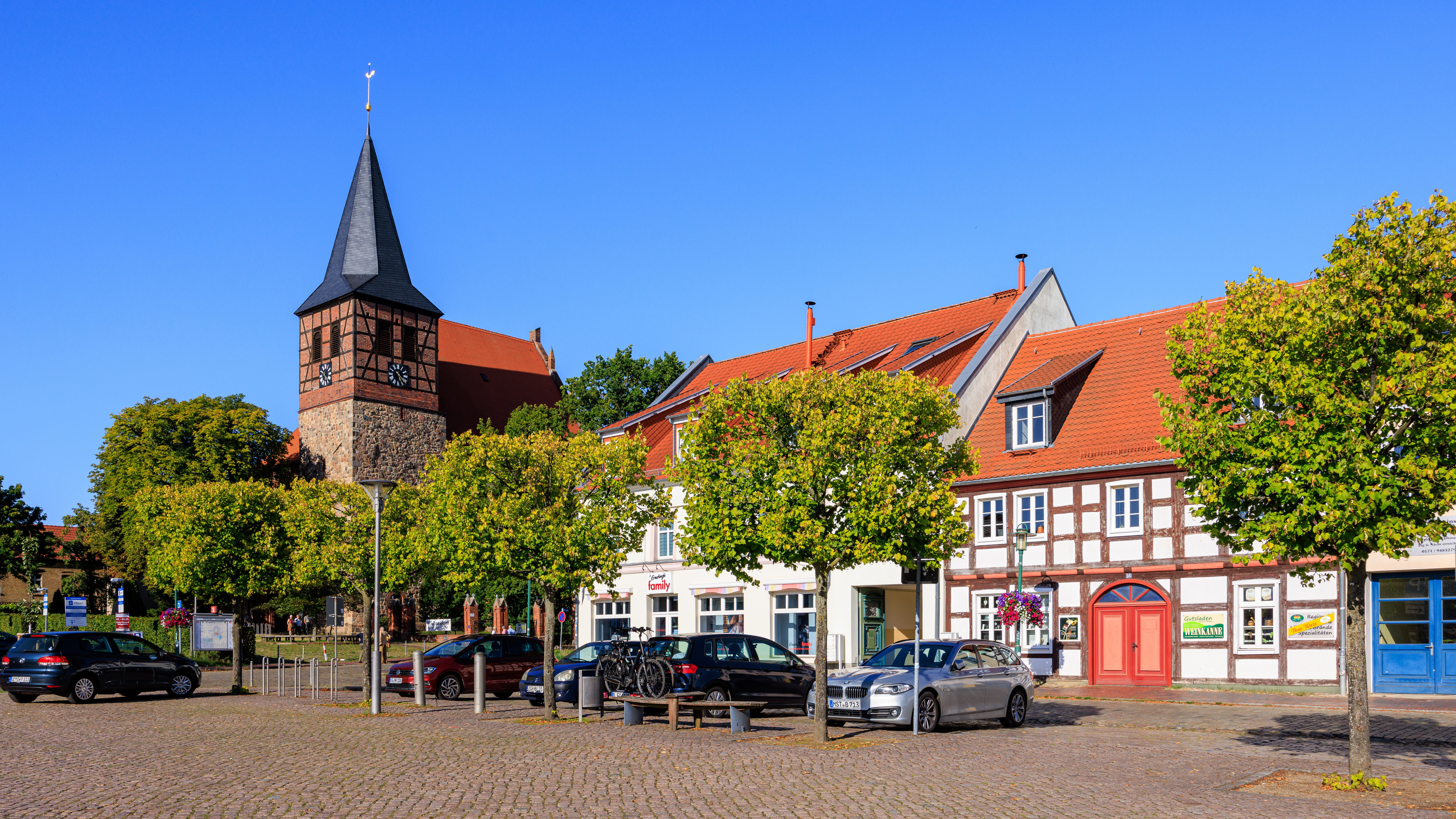
Marktplatz und Marienkirche

## Verkehr
Die Stadt liegt an der Bundesstraße 104 von Neubrandenburg nach Stettin und an der Landesstraße L 282 nach Friedland. Die Bundesautobahn 20 (Rostock–Kreuz Uckermark) führt nördlich an Strasburg vorbei. In vier Kilometern Entfernung vom Stadtzentrum liegt die Anschlussstelle Strasburg (Uckermark).
Der Bahnhof Strasburg (Uckerm) liegt an der Bahnstrecke Bützow–Stettin. Er ist Halt der Regional-Expresslinie RE 4 (Lübeck–Szczecin Główny) der Deutschen Bahn AG. Er war früher aus Richtung Westen der erste preußische Bahnhof an der Strecke. Von hier gingen auch die Bahnlinien nach Neustrelitz (1947 abgebaut) sowie nach Prenzlau (1995 stillgelegt) aus.

## Persönlichkeiten

### Söhne und Töchter der Stadt
- Friedrich Wilhelm Stahl (1798–1867), Offizier, Forstwissenschaftler und Fachautor, in Schwarzensee geboren
- Albert Friedrich Berner (1818–1907), Strafrechtswissenschaftler
- Carl Fürstner (1848–1906), Neurologe
- Gerhard Barg (1858–1926), Werftdirektor
- Ernst Trampe (1860–1915), Schriftsteller[19]
- Wilhelm Repschläger (1870–1945), Politiker (KPD)
- Hanns Meinke (1884–1974), Dichter
- Gerd-Paul von Below (1892–1953), Generalmajor der Wehrmacht
- Otto Naumann (1896–1973), Politiker (KPD/SED),  Bürgermeister der Stadt
- Fritz Micheel (1900–1982), Chemiker
- Franz Huth (1906–1933), Widerstandskämpfer
- Hans Tesch (1918–1980), Schriftsteller
- Olaf Miehe (1935–2010), Rechtswissenschaftler und ordentlicher Professor in Heidelberg
- Hans Joachim Nauschütz (1940–2003), Schriftsteller
- Ramona Kapheim (* 1958), Ruderin
- Bernd Walter (* 1962), Fernsehmoderator

### Mit Strasburg verbundene Persönlichkeiten
- Johann Nicolaus Rohlwes (1755–1823), Tierarzt
- Otto Naumann (1896–1973), Politiker (KPD/SED), Bürgermeister der Stadt
- Lonny Neumann (* 1934), Schriftstellerin, wuchs in Strasburg auf
- Heinz Kindermann (* 1942), Politiker (SPD), Tierarzt in Strasburg